# ادای منثور

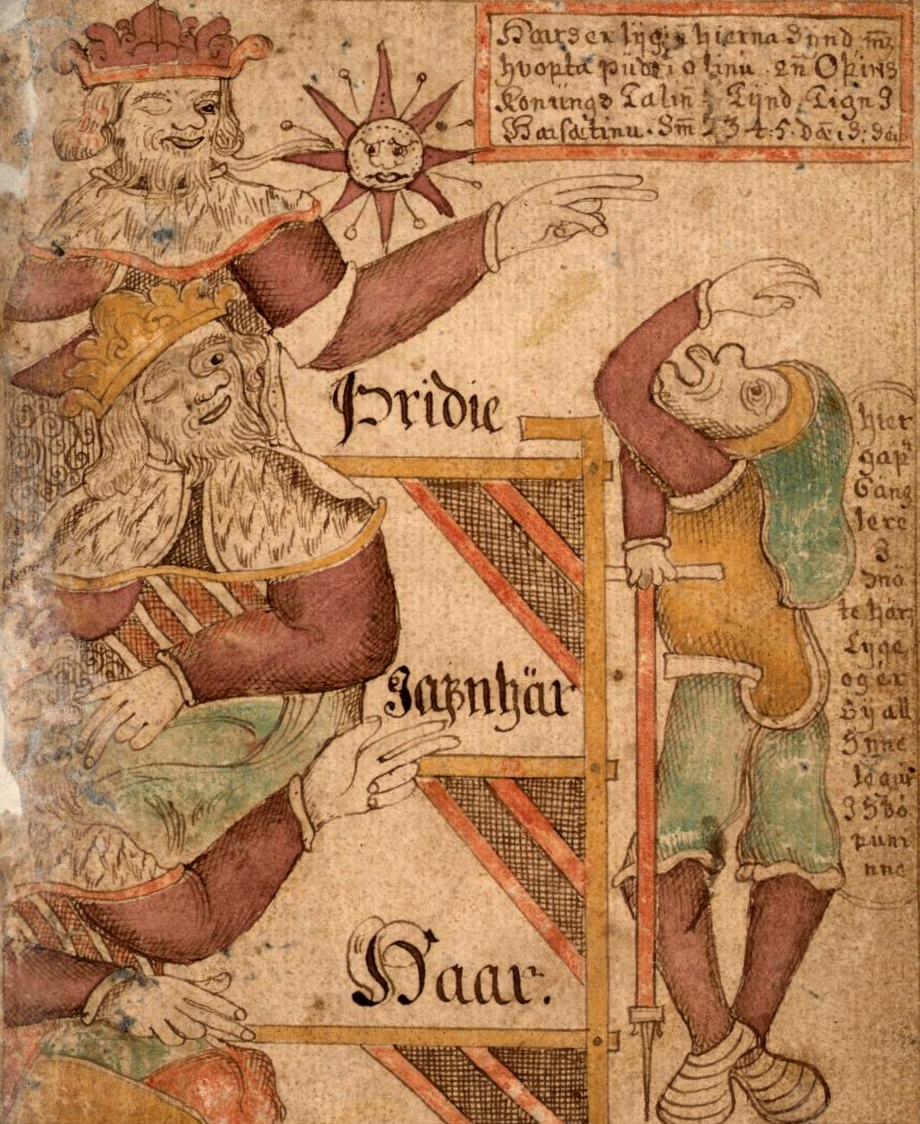
گیلفی و سه پادشاه سخنران، بالا، به همان اندازه بالا، و سوم (ایسلند، ۱۷۶۵–۱۷۶۶)، ریکیاویک.

اِدای منثور که با نام‌های ادای جدید و ادای اسنوری (به ایسلندی: Snorra Edda) نیز شناخته می‌شود، مجموعه‌ای از متن‌های تلفیقی به زبان نورس باستان که در حدود سال ۱۲۲۰ توسط شاعر و سیاست‌مدار ایسلندی اسنوری استورلوسون نوشته شده‌است، که همچنین اثری دربارهٔ تاریخ نروژ، موسوم به هایمس‌کرینگلا، به معنی حلقهٔ جهان نیز تألیف کرده‌است. این کتاب به چهار بخش تقسیم می‌شود و با دیباچه و پیشگفتاری آغاز می‌شود، بخشی از کیهان‌شناسی نورس، پانتئون و اساطیر؛ گیلفاگینینگ (گیلفی فریب خورنده متشکل از حدود ۲۰٬۰۰۰ لغت)، اسکالدزکاپارمال زبان و بیان شاعرانه (۵۰٬۰۰۰ لغت)؛ و آخرین بخش هتاتال یا وزن اشعار (حدود ۲۰٬۰۰۰ لغت) می‌باشند.
ادای منثور همراه با مجموعه اشعار ادای منظوم منبع بسیاری از مطالبی است که ما از اساطیر اسکاندیناوی می‌دانیم. این مجموعه شامل طیف گسترده‌ای از افسانه‌ها، اشعار و روایات قومی می‌باشد که داستان آن را غول‌ها، دورف‌ها، اِلف‌ها، دلاوران ابرقهرمانی و ملکه‌های جنگجو تشکیل می‌دهند. ادای منثور در ابتدا با عنوان سادهٔ اِدا شناخته می‌شد، اما بعدها نام آن در مجموعه‌های مدرن به اِدای منثور تغییر کرد تا با ادای منظوم، دیگر مجموعه اشعار اسکاندیناوی کهن که تا حد زیادی شامل متونی از نسخه خطی ایسلندی قرون وسطی با عنوان «کودکس رژیوس» بود، متمایز باشد.
این کتاب توسط علی طباخیان به فارسی ترجمه شده‌است.

## محتوا

### پیش‌درآمد
پیش‌درآمد بخش اول از چهار کتاب ادای منثور است که شامل یک روایت یوهمرگرایی مسیحیت از منشأ اسطوره‌شناسی اسکاندیناوی است؛ ایزدان نوردیک به عنوان جنگجویان انسانی از شهر تروا توصیف می‌شوند، که پس از سقوط تروا آن شهر را ترک کردند (خاستگاهی که به موازات حماسهٔ انئید اثر شاعر رومی ویرژیل است).

### گیلفاگینینگ
گیلفاگینینگ (به معنی گیلفی فریب خورنده) پس از دیباچه بخش بعدی، از کتاب ادای منثور است. گیلفاگینینگ به خلقت و نابودی جهان ایزدان نوردیک (آسیر) و بسیاری از جنبه‌های دیگر اسطوره‌شناسی اسکاندیناوی می‌پردازد. این بخش به نثر نوشته شده‌است، که با جملاتی از اشعار ادای منظوم آمیخته شده‌است.

### اسکالدزکاپارمال
اسکالدزکاپارمال (به زبان نورس باستان به معنی زبان شعر یا بیان شاعرانه)، دومین بخش و سومین کتاب از مجموعه متون ادای منثور است و شامل گفتگوی میان اگیر، یک یوتون و یکی از تجسم‌های مختلفی از دریا، و براگی ایزد اسکالدیک است که در آن اسطوره‌شناسی اسکاندیناوی و گفتمان دربارهٔ ماهیت شعر در هم تنیده شده‌است.

### هتاتال
هتاتال (به زبان نورس باستان وزن شعر)، آخرین بخش از ادای منثور به‌شمار می‌رود. این بخش توسط مورخ و سیاست‌مدار ایسلندی اسنوری استورلوسون سروده شده‌است. هتاتال در درجهٔ نخست با استفاده از ساختارش، انواع قالب‌های شعر مورد استفاده در اشعار قدیمی نورس را نشان می‌دهد.